# Thanawat Ueathanaphaisarn
Thanawat Ueathanaphaisarn (thailändisch ธนวรรธน์ เอื้อธนไพศาล; * 14. März 2000), auch als Nok bekannt, ist ein thailändischer Fußballspieler.

## Karriere
Thanawat Ueathanaphaisar spielte bis Mai 2021 beim Amateurligisten Ayothaya Warrior FC in Ayutthaya. Zu Beginn der Saison 2021/22 unterschrieb er Ende Mai 2021 einen Vertrag beim Singha Golden Bells Kanchanaburi FC. Mit dem Verein aus Kanchanaburi spielte er in der dritten Liga. Hier trat man in der Western Region an. Nach einer Spielzeit wechselte er im August 2022 in die Eastern Region der Liga. Hier schloss er sich dem Kabin United FC in Kabin Buri an. Für Kabin bestritt er zwei Drittligaspiele. Nach der Hinserie wurde sein Vertrag aufgelöst. Von Dezember 2022 bis Sommer 2023 war er vertrags- und vereinslos. Im Juli 2023 nahm ihn der Zweitligist Chainat Hornbill FC unter Vertrag. Sein Zweitligadebüt für den Verein aus Chainat gab Thanawat Ueathanaphaisarn am 3. Dezember 2023 (14. Spieltag) im Auswärtsspiel gegen den Samut Prakan City FC. Bei dem 2:0-Auswärtssieg wurde er in der 88. Minute für Patipanchai Phothep eingewechselt. Nach drei Zweitligaspielen wechselte er im Januar 2024 zum Erstligisten Khon Kaen United FC. Nach 17 Ligaspielen für den Verein aus Khon Kaen wurde sein Vertrag im Dezember 2024 nicht verlängert. Im gleichen Monat unterschrieb Ueathanaphaisarn einen Vertrag beim Zweitligisten Trat FC.